# Шер-Шабль
Шер-Шабль (фр. Cheyres-Châbles) — громада  в Швейцарії в кантоні Фрібур, округ Бруа.

## Географія
Громада розташована на відстані близько 55 км на захід від Берна, 28 км на захід від Фрібура.
Шер-Шабль має площу 9,7 км², з яких на 12% дозволяється будівництво (житлове та будівництво доріг), 48,1% використовуються в сільськогосподарських цілях, 32% зайнято лісами, 7,8% не є продуктивними (річки, льодовики або гори).

## Демографія
2019 року в громаді мешкало 2317 осіб (+27,6% порівняно з 2010 роком), іноземців було 14,2%. Густота населення становила 238 осіб/км².
За віковим діапазоном населення розподілялося таким чином: 22,8% — особи молодші 20 років, 59,2% — особи у віці 20—64 років, 18% — особи у віці 65 років та старші. Було 977 помешкань (у середньому 2,4 особи в помешканні).
Із загальної кількості 333 працюючих 79 було зайнятих в первинному секторі, 76 — в обробній промисловості, 178 — в галузі послуг.